# Programa de Domingo
Programa de Domingo foi um programa de televisão brasileiro estreou em 26 de junho de 1983 e só foi extinto em 1999, ficando 16 anos no ar pela Rede Manchete. Foi idealizado por Fernando Barbosa Lima. Seu formato informal e sem bancada foi inspiração posterior para a reformulação do concorrente Fantástico, que até então seguia um tom formal e sóbrio.
Caracterizou-se por ser uma revista eletrônica apresentada todos os domingos na faixa das vinte horas que mostrava, além dos fatos da semana, comentários dos mais variados tipos como cinema, política, economia, espetáculos, cultura, humor, revistas, entretenimento, música, esporte, games, internet e lazer.
A partir de 1996, sofreu alteração e perdeu uma das duas horas que possuía. O seu slogan era A Revista em Movimento.
Entre 1983 e 1996, uma parte da edição era dedicada a reportagens especiais sobre temas variados, acompanhados de debates que eram realizados ao vivo dentro dos estúdios da emissora carioca e com a participação de especialistas. 
Depois que da falência da Manchete e da TV Ômega assumir as operações, a atração permaneceu no ar durante a fase transitória entre a Manchete e a RedeTV!. Seu último programa foi ao ar em 7 de novembro.

## Domingo Forte
Em 20 de junho de 1993, o Programa de Domingo foi substituído pelo Domingo Forte, programa jornalístico com o mesmo formato do antecessor. Sua apresentadora foi Lúcia Abreu. A atração ficou no ar até 1994, quando o Programa de Domingo retornou a grade da Manchete.